# Provincia de Iki
La provincia de Iki (壱岐国 Iki no Kuni?) era una antigua provincia de Japón en el área actual de la isla de Iki que actualmente pertenece a la prefectura de Nagasaki. La isla de Iki era conocida como Ishu (壱州).

## Historia política
La provincia de Iki también era conocida  Ikikoku (一支國) mencionada en varias crónicas chinas como en la sección Wei-chih wo-jen chuan de registros de los tres reinos (aunque aquí es descrita como 一大國, probablemente por error), así como también se menciona en Weilüe, el libro de Liang y el libro de Sui. En Wei-chih wo-jen chuan también hay registros acerca de tres mil familias viviendo en Iki.
La provincia dejó de existir después de la abolición del sistema han en 1872 por orden del emperador Meiji. La provincia de Iki fue subsecuentemente absorbida con otras provincias antiguas para formar en conjunto la actual prefectura de Nagasaki.